# Guela Ketachvili
Guela Ketachvili (en géorgien : გელა კეტაშვილი et en russe : Гела Георгиевич Кеташвили) est un footballeur soviétique puis géorgien né le 27 septembre 1965 à Tbilissi. 
Il remporte la médaille d'or aux JO de 1988.

## Biographie
Avec les sélections soviétiques, il participe à la Coupe du monde des moins de 20 ans 1985 organisée dans son pays natal, puis aux Jeux olympiques d'été de 1988 qui se déroulent en Corée du Sud. L'Union soviétique atteint la quatrième place du mondial des moins de 20 ans, puis remporte le tournoi olympique.
Il reçoit trois sélections avec l'Union soviétique et une sélection avec la Géorgie. Il porte une fois le brassard de capitaine.

## Statistiques
| Saison                | Club                  | Championnat           | Championnat | Championnat | Coupe(s) nationale(s) | Coupe(s) nationale(s) | Compétition(s) continentale(s) | Compétition(s) continentale(s) | Compétition(s) continentale(s) | Total | Total |
| Saison                | Club                  | Division              | M.          | B.          | M.                    | B.                    | Comp.                          | M.                             | B.                             | M.    | B.    |
| 1983                  | Torpedo Koutaïssi     | D1                    | 27          | 0           | -                     | -                     | -                              | -                              | -                              | 27    | 0     |
| Sous-total            | Sous-total            | Sous-total            | 27          | 0           | -                     | -                     | -                              | -                              | -                              | 27    | 0     |
| 1984                  | Dinamo Tbilissi       | D1                    | 15          | 1           | 3                     | 1                     | -                              | -                              | -                              | 18    | 2     |
| 1985                  | Dinamo Tbilissi       | D1                    | 29          | 1           | 1                     | 0                     | -                              | -                              | -                              | 30    | 1     |
| 1986                  | Dinamo Tbilissi       | D1                    | 29          | 1           | 2                     | 0                     | -                              | -                              | -                              | 31    | 1     |
| 1987                  | Dinamo Tbilissi       | D1                    | 20          | 0           | 3                     | 0                     | C3                             | 5                              | 0                              | 28    | 0     |
| 1988                  | Dinamo Tbilissi       | D1                    | 19          | 0           | 4                     | 0                     | -                              | -                              | -                              | 23    | 0     |
| 1989                  | Dinamo Tbilissi       | D1                    | 25          | 1           | 2                     | 0                     | -                              | -                              | -                              | 27    | 1     |
| 1990                  | Dinamo Tbilissi       | D1                    | 9           | 0           | -                     | -                     | -                              | -                              | -                              | 9     | 0     |
| Sous-total            | Sous-total            | Sous-total            | 146         | 4           | 15                    | 1                     | -                              | 5                              | 0                              | 166   | 5     |
| 1991                  | Guria Lanchkhuti      | D1                    | 7           | 0           | -                     | -                     | -                              | -                              | -                              | 7     | 0     |
| 1994-1995             | Dinamo Tbilissi       | D1                    | 3           | 0           | -                     | -                     | -                              | -                              | -                              | 3     | 0     |
| Sous-total            | Sous-total            | Sous-total            | 10          | 0           | -                     | -                     | -                              | -                              | -                              | 10    | 0     |
| Total sur la carrière | Total sur la carrière | Total sur la carrière | 183         | 4           | 15                    | 1                     | -                              | 5                              | 0                              | 203   | 5     |

## Palmarès
- Médaille d'or aux Jeux olympiques de 1988
- Champion de Géorgie en 1990 et 1995 avec le Dinamo Tbilissi